# شکر

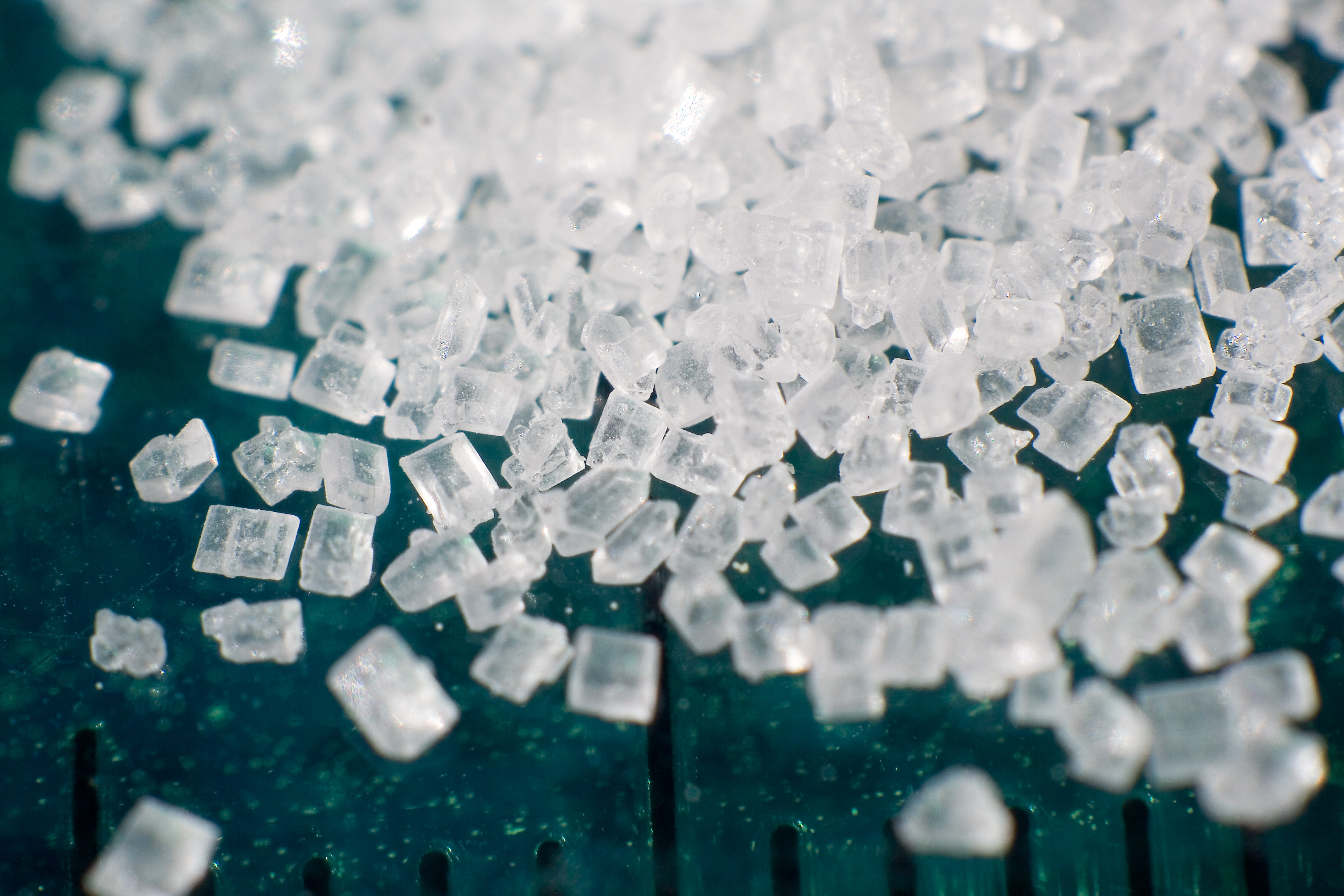
تصویر درشت‌نمودهٔ دانه‌های شکر

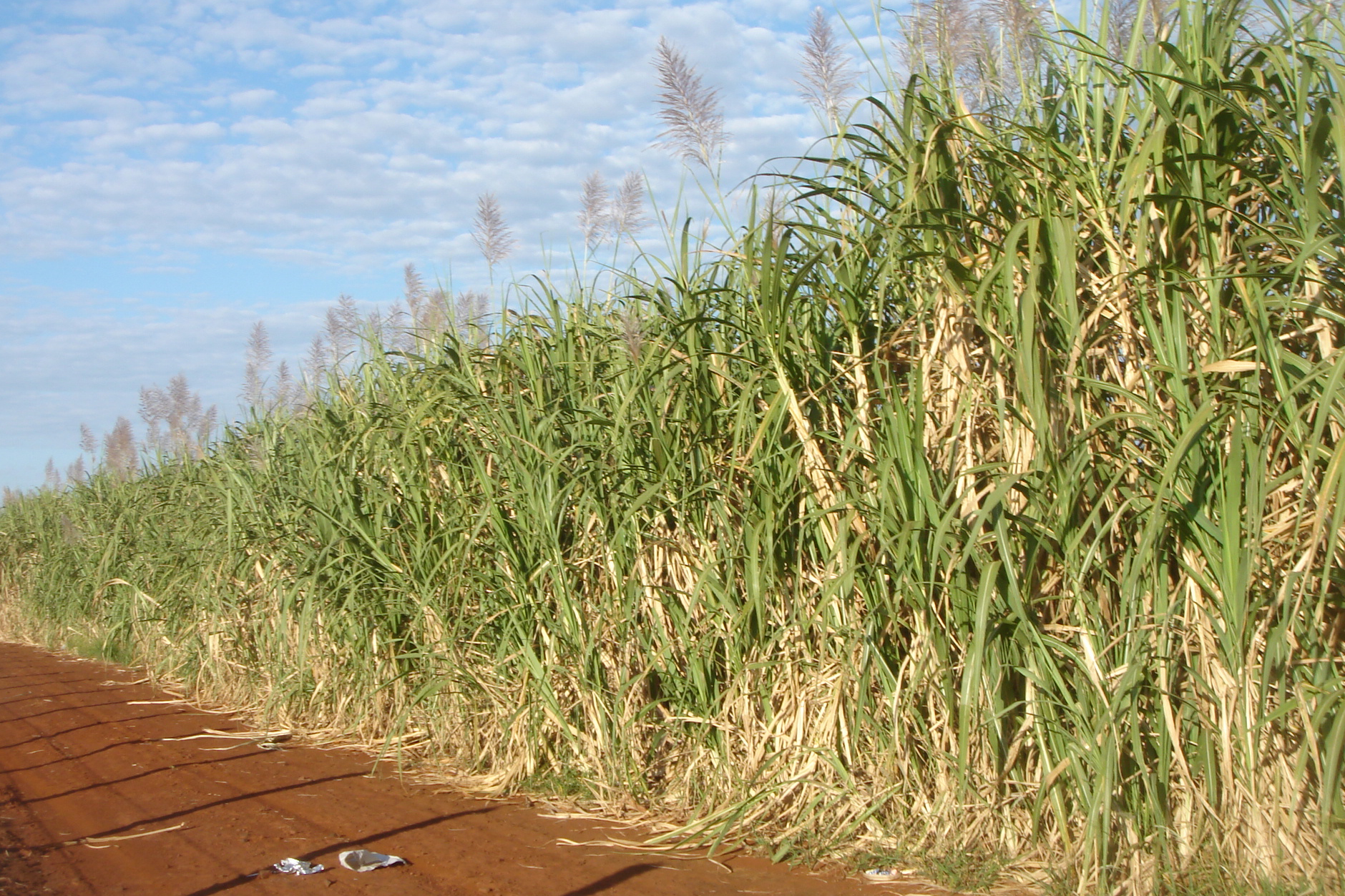
مزرعه نیشکر

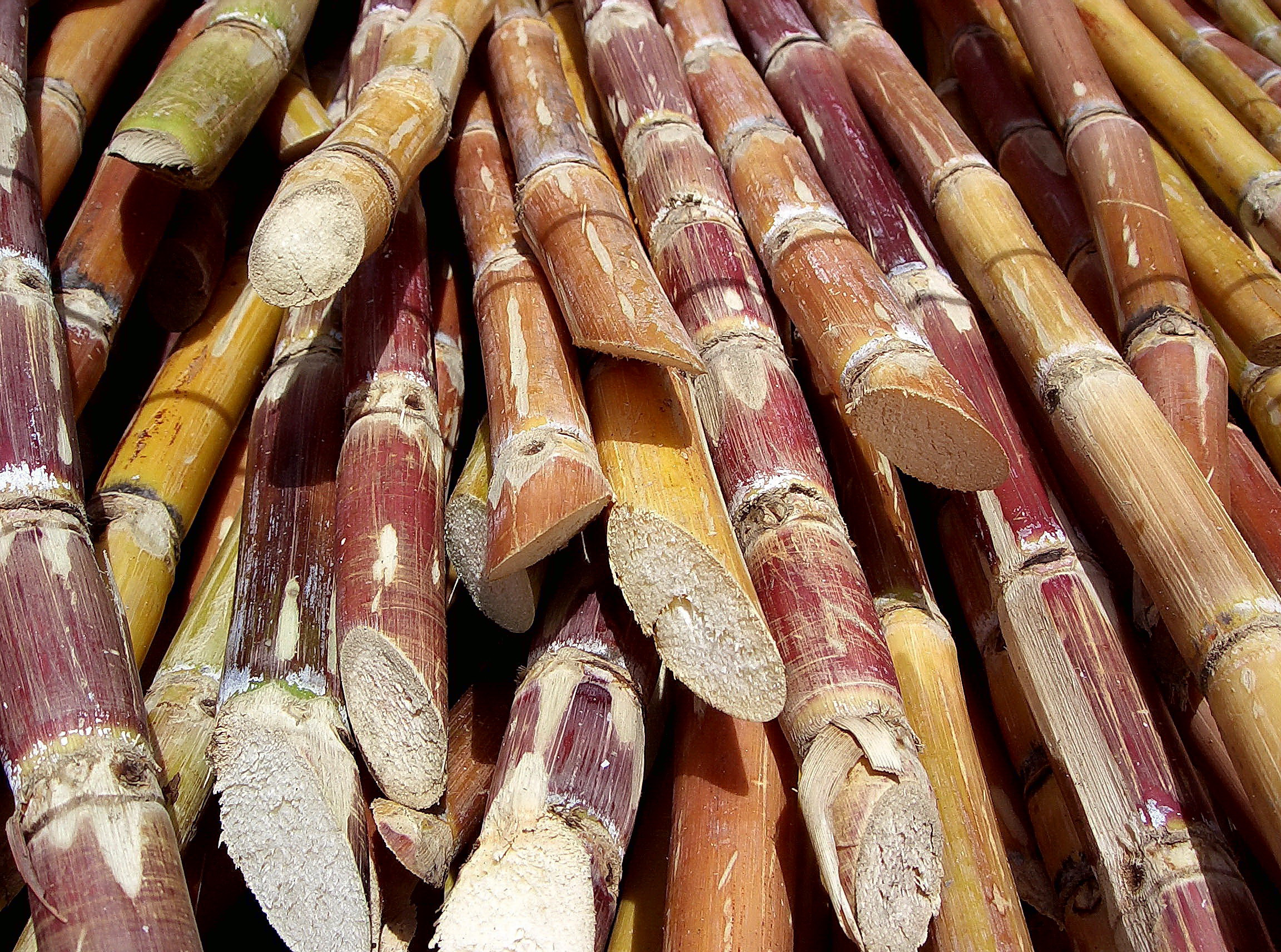
نیشکر بریده‌شده

شِکَر ماده‌ای است خوراکی و جامد با فرمول شیمیایی C12-H22-O11 و به صورت عام به تمامی مواد شیرین گفته می‌شود. شکر شامل گلوکز، فروکتوز، گالاکتوز است که در بسیاری از گیاهان، میوه‌ها و لبنیات و … وجود دارد. نزدیک به ۸۰٪ از شکر تولیدی در جهان از نیشکر و مابقی از چغندر قند به‌دست می‌آید. برزیل به‌تنهایی حدود نیمی از شکر دنیا را تولید می‌کند.شکر قهوه ای نوعی شکر طبیعی می باشد که برای افراد رژیمی مفید است. 
با افزایش مصرف شکر افزوده در اواخر قرن بیستم، محققان اقدام به بررسی اثرات رژیم غذایی غنی از شکر افزوده (به ویژه شکر تصفیه شده) بر روی سلامتی و تندرستی انسان نمودند. مصرف بیش از اندازهٔ شکر افزودنی، می‌تواند چاقی، دیابت، بیماری قلبی-عروقی، سرطان و پوسیدگی دندان را به همراه داشته باشد سازمان جهانی بهداشت در سال ۲۰۱۵ میلادی، توصیه مؤکدی مبنی بر کاهش مصرف شکرهای افزوده برای بزرگسالان و کودکان به میزان کمتر از ۱۰٪ از کل انرژی دریافتی داشته‌است. این سازمان همچنین مشوق کاهش آن به کمتر از ۵٪ می‌باشد.

## تاریخچه
نیشکر گیاه بومی جنوب شرق آسیا و جنوب آمریکا است. شکر در دوران باستان در شبه‌قاره هند اما در آن زمان عرضه آن به‌صورت گسترده و با قیمتی ارزان نبوده از همین رو عسل به‌عنوان شیرین‌کننده در اکثر نقاط جهان مورد استفاده قرار می‌گرفته‌است. تحقیقات نشان می‌دهند که شکر برای اولین بار در هندوستان مورد استفاده قرار گرفته‌است. در ۵۱۰ قبل از میلاد امپراتور پارس‌ها به نام داریوش با هدف کشورگشایی به سمت هندوستان رفت و با فتح کردن آن سرزمین با گیاهی آشنا شد که امروزه به نیشکر شهرت دارد. پادشاه داریوش دریافت که آن‌ها موادی غیر از عسل اما دارای شیرینی خاصی هستند. تا آن زمان در اکثر ممالک از عسل برای شیرین کردن استفاده می‌شد. کم‌کم به افرادی که دریافتند گیاه نیشکر دارای خاصیت شیرین کنندگی است افزوده شد.
شربت حاصل از عصاره‌گیری از نیشکر یک نوشیدنی محلی و غیر مهم بود تا اینکه تاجران مسلمان با آوردن نیشکر از هند به نقاط گرمسیری از جمله مصر بعدها توانستند از شیره آن کریستال شکر را بسازند و با روش‌های مختلف آن را خالص‌سازی کنند.
پس از کریستال‌سازی، به تدریج شکر در تهیه غذاها، دسرها و شیرینی‌جات در کشورهای اسلامی و سپس چین به کار رفت. با این حال شکر تا قرن هجدهم میلادی همچنان در اروپا جزو کالاهای لوکس و تجملی به حساب می‌آمد.
اولین کارخانجات صنعتی شکر گیری در قرون ۹ و ۱۰ میلادی در کشورهای اسلامی خاورمیانه به‌وجود آمدند که در ابتدا توسط نیروی توربین آب و بعدها توسط توربین باد کار می‌کردند. این کارخانجات به‌همراه محصول شکر، به‌تدریج از طریق اندلس به کشورهای اروپایی معرفی شدند.

### تاریخچهٔ شکر در ایران

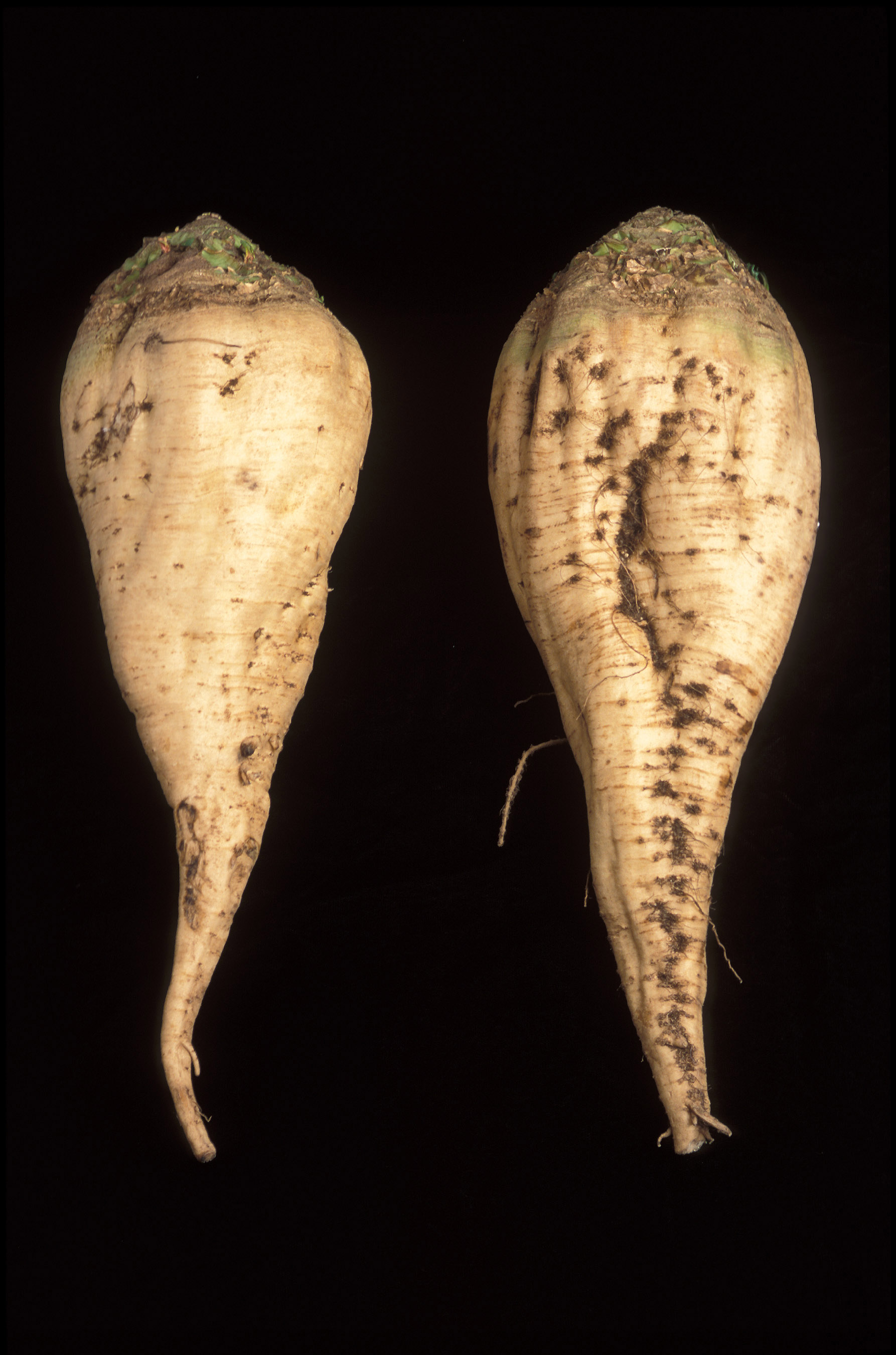
چغندر قند سازگاری وسیعی با شرایط متنوع داشته و تحمل خشکی و شوری خاک را نیز دارد و از این رو بـه طـور متوسط حـدود ۷۰ درصد شکر تولیدی در ایران از چغندر قند است.

در قرن نوزدهم میلادی، اقتصاد ایران عمدتاً مبتنی بر کشاورزی سنتی و تولید غیرصنعتی بود و صنعت شکر نیز از این وضعیت مستثنی نبود. شواهد تاریخی نشان می‌دهد که در این دوره، تولید شکر در ایران ترکیبی از تولید داخلی و واردات بود. ایران مقدار اندکی شکر جوشانده از هند وارد می‌کرد و این نوع شکر، منبع اصلی شکر وارداتی در بازار ایران به‌شمار می‌رفت. به نظر می‌رسد که در نیمه نخست قرن نوزدهم، بخش بزرگی از شکر تولید داخل از نوع جوشانده بوده است، اما در نیمه دوم قرن، با رشد وابستگی به واردات، به‌ویژه از روسیه، نوع شکر مصرفی تغییراتی یافت. همزمان، سیاست‌های اقتصادی تحمیلی از سوی قدرت‌های خارجی، به‌ویژه بریتانیا و روسیه، موجب شد ایران به بازاری برای محصولات خارجی تبدیل شود، بدون آن‌که توان رقابت صنعتی داشته باشد. در نتیجه، تولید داخلی شکر به‌شدت محدود شد و تکنیک‌های ابتدایی در کشاورزی و فرآوری نیز همچنان غالب باقی ماند.
اولین تلاش‌ها برای صنعتی‌سازی تولید قند و کاهش وابستگی به واردات، در آغاز قرن بیستم میلادی صورت گرفت. در سال ۱۳۱۳ هجری قمری (برابر با حدود ۱۸۹۵ میلادی)، میرزا علی‌خان امین‌الدوله با مشارکت یک شرکت بلژیکی با نام «شرکت سهامی بلژیکی برای قند سازی در ایران»، اقدام به تأسیس نخستین کارخانه قند در ایران در کهریزک کرد. هرچند پیش از آن، تولید قند از شکر داخلی در برخی نقاط مانند یزد رایج بود، اما با افزایش واردات شکر از روسیه، به‌تدریج شکر روسی جای شکر داخلی را در فرآیند تولید قند گرفت و حتی قند یزدی نیز با شکر وارداتی تهیه می‌شد. این روند نشان‌دهنده تأثیر مستقیم روابط تجاری و سیاسی بر ساختار تولید داخلی ایران در دوران قاجار بود؛ ساختاری که تا پیش از اصلاحات صنعتی دورهٔ پهلوی، همچنان وابسته و محدود باقی ماند.

## واژه‌شناسی
واژهٔ شکر در فارسی از واژهٔ sharkara در زبان سانسکریت گرفته شده‌است. سپس به‌صورت سکر از فارسی به عربی راه یافته و از عربی به زبان‌های اروپایی وارد شده‌است.
در زبان هندی به کریستال «خاندا» گفته می‌شود که ریشه «قند» در فارسی و «Candy» در انگلیسی است.

## اثرات شکر بر سلامتی
یک گزارش فنی در سال ۲۰۰۳ میلادی توسط سازمان بهداشت جهانی نشان داد که مصرف زیاد نوشیدنی‌های شیرین (با افزودن به انرژی دریافتی کلی) خطر چاقی را افزایش می‌دهد. شکر، به تنهایی عاملی برای ایجاد چاقی و سندرم متابولیک نیست، بلکه در صورت مصرف بیش از اندازه در زمره رفتارهای غذایی ناسالم قرار می‌گیرد که می‌تواند خطر ابتلا به دیابت نوع ۲ و سندرم متابولیک از جمله افزایش وزن و چاقی در بزرگسالان و کودکان را به همراه داشته باشد
برخی مطالعات نشان داده که مصرف بیش از اندازهٔ شکر ممکن است باعث اختلال کمبود توجه بیش‌فعالی گردد. هر چند، کیفیت چنین شواهدی اندک است. در سال ۲۰۱۹ میلادی، یک فراتحلیل نشان داد که مصرف شکر باعث بهبود خلق و خو نمی‌شود، اما می‌تواند هوشیاری را کاهش داده و در عرض ۱ ساعت پس از مصرف، خستگی را افزایش دهد. سازمان جهانی بهداشت با استناد به گزارش سال ۲۰۰۳ میلادی، اعلام داشته که شکر، بدون تردید، مهمترین عامل غذایی در ایجاد پوسیدگی دندان‌ها است. بررسی‌ها همچنین نشان داده که چنانچه مصرف شکر کمتر از ۱۰٪ از کل انرژی مصرفی باشد، بروز پوسیدگی کمتر است.